# Abdeslam Louah Khattabi
Abdeslam Louah Khattabi (Sant Boi de Llobregat, Baix Llobregat, 6 de març de 1981) és un atleta migfondista català.
L'any 2005 es va convertir en campió de Catalunya dels 1.500 metres a l'aire lliure, i en els anys 2005, 2007 i 2012 ho fou en pista coberta. També té el títol català dels 800 metres el 2007, i dels 3.000 metres en pista coberta el 2009. Entre els seus entrenadors es troben Rafael Sánchez, que el va dirigir cap a les proves de mig fons, Joan Lleonart i César Thovar Pérez.
El 2012, va guanyar les proves de 1.500 metres a l'aire lliure, al XVII Míting "Ciutat de Mataró", amb un temps de 3:45.41, i al Criterium Campmany, amb un temps de 3:46.19, i en 1.500 metres al Campionat de Catalunya Absolut en Pista Coberta celebrat a Sabadell, amb un temps de 3:53.77. També, el Campionat d'Espanya de Clubs celebrat a València, amb un temps de 8:37.87. El 2013, amb un temps de 3:56.51, fou el primer classificat al Campionat de Catalunya absolut celebrat a Sabadell. El 2015, amb un temps de 2:05.89, va guanyar el títol de Campionat d´Andorra Absolut, al Campionat celebrat a Andorra la Vella. Darrerament, ha continuat competint en proves d'atletisme de veterans, aconseguint també grans èxits i primeres posicions. Així, el 2016 va quedar primer classificat en la prova de 800 metres, amb un temps d'1:54.89, dins del Critèrium Josep Campmany, i va guanyar la prova de 500 metres a l'aire lliure, amb un temps de 1:08.14, totes dues celebrades a l'Estadi Serrahima de Barcelona. També fou el primer, amb un temps de 3:54.75, en la prova de 1.500 metres a Perth, Austràlia, dins del 22è Campionat del Món de Veterans, i en aquesta mateixa distància a Ancona, Itàlia, dins de l'11è Campionat d'Europa de Veterans en pista coberta. El 2019, també fou primer classificat en el VII Campionat de Clubs Master en Pista Coberta celebrat a Antequera, en 800 metres, amb un temps d'1:56.34, i en 1.500 metres, amb un temps de 4:02.86.
També ha guanyat proves de caràcter més popular com la Cronoescalada al Parc de Puigterrà de Manresa, o la Sant Silvestre laurediana, en la qual ha estat el primer classificat en diverses ocasions.